# Always Zoku Sanchōme no Yūhi
Always: Sunset on Third Street 2 (ALWAYS 続・三丁目の夕日 Ōruweizu: zoku San-chōme no Yūhi) là phim điện ảnh Nhật Bản ra mắt năm 2007, là phần tiếp theo của phim điện ảnh Always Sanchōme no Yūhi

## Giới thiệu
Bối cảnh của phần 2 là năm 1959, xảy ra 4 tháng sau so với phần 1,và lúc ấy tháp Tokyo đã hoàn thành. Phần này có sự xuất hiện rất thú vị của một con Godzilla!

## Diễn viên
- Maki Horikita... 	Mutsuko Hoshino
- Hidetaka Yoshioka... 	Ryunosuke Chagawa
- Shin'ichi Tsutsumi... 	Norifumi Suzuki
- Koyuki... 	Hiromi Ishizaki
- Hiroko Yakushimaru... 	Tomoe Suzuki
- Kazuki Koshimizu... 	Ippei Suzuki
- Kenta Suga... 	Junnosuke Furuyuki
- Masaya Takahashi... 	Saburo

## Giải thưởng
3 giải thưởng và 14 đề cử